# I-19 (подводная лодка)
I-19 — японская подводная лодка типа «I-15», состоявшая на вооружении Императорского флота Японии во время Второй мировой войны. Выполнила самый успешный торпедный залп в истории, потопив авианосец «Уосп», эсминец «О’Брайен» и повредила линкор «Северная Каролина», за что была прозвана «морским снайпером». Погибла в ноябре 1943 года.

## Общее описание
Подводные лодки типа «I-15» (типа B1) — дальнейшее развитие подводных лодок подтипа KD6 типа «Кайдай». Лодки типа «I-15» оснащались гидросамолётом для ведения разведки в море. Водоизмещение — 2631 т в надводном положении и 3713 т в подводном положении. Главные размерения: длина 108,7 м, ширина 9,3 м и осадка 5,1 м. Рабочая глубина — 100 м.
Главная энергетическая установка состояла из двух дизельных двигателей, каждый из которых при мощности в 6200 л. с. приводил в движение по одному винту. Мощность электромотора, применявшегося для перемещения под водой — 1000 л. с. Максимальная скорость — 23,6 узла на поверхности и 8 узлов под водой. Дальность плавания над водой — 14 тысяч морских миль при скорости 16 узлов, под водой — 96 морских миль при скорости 3 узла.
Подлодка была вооружена шестью носовыми 533-мм торпедными аппаратами и несла на борту до 17 торпед. Артиллерия — 140-мм морское орудие Тип 11-й год и два 25-мм зенитных орудия Тип 96.. В районе капитанского мостика располагался авиаангар, на передней палубе находилась авиационная катапульта.
Тип подводных лодок «I-15» (или «B1») был крупнейшим по числу построенных для японского флота субмарин — было построено 18, из которых до конца войны дожила только субмарина I-36.

## Боевой путь
После вступления в строй вошла в состав 2-го дивизиона подводных лодок (ДПЛ) Первой эскадры Шестого флота, и до ноября 1941 года занималась боевой подготовкой в водах Метрополии.
20 ноября 1941 года корабль вышел из Йокосуки, 27 ноября 1941 года принял топливо в заливе Касатка (о. Итуруп) и затем в составе Первой группы ПЛ контр-адмирала Сато Цутому, направился в район островов Гавайи для поиска и атаки боевых кораблей противника. 7 декабря 1941 года I-19 (капитан 3 ранга Нарахара) заняла позицию в назначенном районе патрулирования в 110 милях северо-восточнее острова Оаху. После атаки Перл-Харбора подводных лодки прикрытия авианосного соединения (I-19, I-21 и I-23) перешли в район в 300 милях восточнее острова Мауи.
14 декабря 10 японских подводных лодок (в том числе I-19) получили приказ направиться к западному побережью США. 21 декабря 1941 года лодка атаковала торпедами, но промахнулась по неизвестному судну (вероятно норвежский Panama Express, 4200 т). После ещё пары неудачных атак 24 декабря подводная лодка около Сан-Педро потопила судно Abbaroka (5698 т). 27 декабря 1941 года корабль получил приказ следовать в Метрополию для пополнения запасов.
В январе во Внутреннем японском море подводная лодка занималась боевой подготовкой. 5 февраля 1942 года I-19 перешла на атолл Кваджалейн, на подходах к которому с одной из летающих лодок Kawanishi H8K1 отрабатывались приёмы передачи топлива в море. 20 февраля 1942 года подводная лодка направилась к рифам Френч-Фригейт для обеспечения авиаудара по Перл-Харбор (Операция К). 4 марта 1942 года передала на летающую лодку Kawanishi H8K1 11,5 тонн авиационного топлива. 21 марта 1942 года корабль возвратился в порт Йокосука.
С 17 по 19 мая 1942 года — в Оминато, далее корабль перешёл на остров Умнак, но участия в боевых действиях у Алеутских островов не принимал. В рамках операции по захвату атолла Мидуэй он провёл разведку гавани Датч-Харбор, после чего 7 июля вернулся в порт Йокосука для ремонта. 15 августа 1942 года I-19 направилась к Соломоновым островам. 3 сентября 1942 года её включили в состав соединения «A», призванного в проливе Индиспейнсейбл прервать транспортные коммуникации противника между островом Гуадалканал и островами Фиджи.
15 сентября 1942 года подводная лодка (капитан 3 ранга Такаити Кинаси) к северо-западу от острова Эспириту Санто в подводном положении подошла к группе американских боевых кораблей и выпустила по ним шесть торпед. В 14:45 три из них попали в авианосец «Уосп», одна — в линкор «Северная Каролина» и одна — в эсминец «О’Брайен». Авианосец «Уосп» от взрыва торпед загорелся, через час его покинул экипаж, в 21 час пылающий корабль торпедами добил эсминец USS Lansdowne. Эсминец «О’Брайен» после попадания торпеды остался на плаву и своим ходом ушёл на ремонт, но все же затонул 19 октября при переходе в Сан-Франциско. Линейный корабль «Северная Каролина» (единственный современный линкор союзников на Тихом океане по состоянию на сентябрь 1942 г.) получив пробоину, удержался на плаву, но был вынужден уйти в Перл-Харбор для восстановительного ремонта. На «Уоспе» погибло 193 человека и 366 были ранены, на линкоре погибло 5 матросов и 23 получили ранения. Данная атака считается самым эффективным торпедным залпом в истории. Попадания в «О’Брайен» и «Северную Каролину» (которые находились примерно в 10 км от подлодки) были случайностью, так как экипаж I-19 не знал, что они находились в тех местах, равно как и о том, что им удалось их повредить. Поэтому в бортовом журнале подлодки была сделана запись лишь о попадании в «Уосп». I-19 благополучно уклонилась от эскортных кораблей противника и 25 сентября 1942 года пришла на атолл Трук.
С 5 октября по 12 ноября 1942 года подводная лодка в своём пятом боевом походе патрулировала у островов Новая Каледония. С 22 ноября по 16 января 1943 года лодка доставляла грузы на Гуадалканал, с 31 января обеспечивала эвакуацию войск с острова Гуадалканал.
4 апреля 1943 года лодка направилась к островам Фиджи и Новые Гебриды для борьбы с судоходством противника. 30 апреля 1943 года I-19 (капитан-лейтенант Кинаси) потопила транспорт SS Phoebe A. Hearst (7176 брт) юго-восточнее Сува (в точке с координатами 20°07′ ю. ш. 177°33′ в. д.). 2 мая 1943 года повредила транспорт William Williams (7181 брт) около Фиджи (20°09′ ю. ш. 178°04′ в. д.). 16 мая торпедировала и потопила судно William K. Vanderbilt (7181 брт) (18°41′ ю. ш. 175°07′ в. д.). 6 июня подводная лодка вернулась на Трук.
4 июля 1943 года вышла из Трука в свой седьмой поход в район Новые Гебриды — острова Фиджи на коммуникации противника. 9 сентября 1943 года I-19 без результата вернулась на Трук.
13 августа 1943 года около Фиджи (21°50′ ю. ш. 175°10′ в. д.) торпедой серьёзно повреждён транспорт M. H. DeYoung (7176 брт).
24 августа 1943 года лодку включили в состав Соединения «A», призванного вести борьбу с судоходством противника у Новых Гебрид. С 28 августа 1943 года она патрулировала между островами Сан-Кристобаль и Ндени. 14 сентября 1943 года корабль пришёл в Рабаул.
17 октября 1943 года I-19 вновь вышла в море для борьбы с судоходством противника и ведения разведки в интересах командующего Объединённым Флотом. 17 ноября 1943 года бортовой гидросамолёт подлодки произвёл облёт Перл-Харбор. 19 ноября 1943 года корабль включили в состав Специального Соединения, призванного противодействовать ожидавшейся высадке противник на острова Гилберта. Подлодкам был дан приказ направиться к острову Тарава.

## Гибель
25 ноября 1943 года в 20:49 в 50 милях к западу от атолла Макин, в тёмное время суток, в надводном положении лодку с помощью РЛС обнаружил американский эсминец «Редфорд». Она успела погрузиться, но эсминец в 21:40 установил гидролокационный контакт. «Редфорд» семь раз атаковал глубинными бомбами и потопил I-19 со всем экипажем.